# Marie Ellenrieder
Anna Marie Ellenrieder, född 20 mars 1791 i Konstanz, död där 5 juni 1863, var en tysk målare. 
Hon är främst känd för porträtt och religiösa målningar. 